# 186 Velorum
186 Velorum (Q Velorum) é uma estrela na direção da Vela. Possui uma ascensão reta de 10h 08m 56.25s e uma declinação de −51° 48′ 40.5″. Sua magnitude aparente é igual a 4.85. Considerando sua distância de 1083 anos-luz em relação à Terra, sua magnitude absoluta é igual a −2.76. Pertence à classe espectral B3IV.